# Jakub Juszczyk
Jakub Juszczyk (ur. 24 lipca 1893 w Żegocinie, zm. 14 kwietnia 1945 tamże) – żołnierz Legionów Polskich, rzeźbiarz, twórca wielu monumentalnych rzeźb patriotycznych. 

## Życiorys
Urodził się w ubogiej rodzinie chłopskiej Jana i Katarzyny z Bobowskich. Był bratem Franciszka (księdza), Jana (rolnika) i Kazimierza (także rzeźbiarza). O innym wykształceniu niż kilkuklasowa szkoła powszechna Jakub nie mógł marzyć. Już jako mały chłopiec zainteresował się rzeźbiarstwem i zaczynał jako ludowy rzeźbiarz – samouk, od fujarek i kogutków. Być może jego kariera rzeźbiarska na tym by się skończyła, gdyby nie przemyślność matki, która widząc jego pasję, postarała się o naukę rzemiosła u Wojciecha Samka, artysty kamieniarskiego z Bochni. Solidne rzemiosło nie było szczytem ani możliwości, ani ambicji Jakuba. Od 1912 r. do wybuchu I wojny światowej przebywał w Mielcu u rzeźbiarza Swoła, równocześnie (przynajmniej do 1913 r.) ucząc się w miejscowej Szkole Przemysłowej Uzupełniającej. Z tego okresu poświadczone są jego pierwsze prace rzeźbiarskie wykonywane na zamówienie. 
Po wybuchu wojny zgłosił się na ochotnika do Związku Strzeleckiego, a następnie do legionów. Nie będąc jeszcze pełnoletnim, prawdopodobnie sfałszował datę urodzenia w związku z tym w oficjalnych dokumentach figuruje odtąd jako urodzony w 1893 r. (skąd indziej wiadomo ze miał 17 lat, jak poszedł na wojnę). Na froncie, w 1915 r., odniósł poważne rany i trafił do szpitala, następnie na rekonwalescencję do alpejskiej miejscowości Gleichenberg, po czym do Wiednia i Rabki. Dopiero w lutym 1916 r. wrócił do wojska. W Kozienicach w I Korpusie Uzupełniającym Legionów Polskich został rysownikiem batalionowym. Następnie trafił do 5 pułku piechoty V Korpusu w Pułtusku, a potem do Zegrza. Ze względów zdrowotnych w 1917 r. dostał przydział do mieszczącego się w Krakowie archiwum legionów. Korzystając z pobytu w Krakowie zaczął studia na Akademii Sztuk Pięknych. Przynajmniej w jakimś stopniu zawdzięczał to znajomości zawartej w 1915 r. na dworcu w Zakopanem. Wówczas przypadkowemu mężczyźnie pomógł nieść ciężką walizę. Potrzebującym pomocy okazał się profesor historii sztuki na UJ, hrabia Jerzy Mycielski. Profesor okazał się wielce użytecznym znajomym i wkrótce też stał się serdecznym przyjacielem. Pomagał artyście przy sprzedaży rzeźb, służył radą i pomocą materialną. Jak wynika z listów artysty do matki, ten najbardziej cenił sobie wspólne podróże do Drezna, Wiednia, Augsburga, Ulm, Norymbergi, Monachium i wynikającą stąd możliwość zwiedzenia tamtejszych galerii. Prezentujący w 1917 r. na wystawie w Warszawie swój tryptyk poświęcony Józefowi Piłsudskiemu i jego żołnierzom, Jakub Juszczyk spotkał się z zainteresowaniem ze strony Juliana Fałata, rektora krakowskiej ASP. Był od tej pory często zapraszany do domu profesora w miejscowości Bystra. Przy okazji, jako wspólne dzieło, namalowali portret córki profesora o imieniu Kuki. Podarowany mu przez profesora portret przetrwał w zbiorach rodziny Juszczyków.
Wśród profesorów uczących Jakuba Juszczyka na ASP warto wymienić uczącego rzeźby profesora Konstantego Laszczkę oraz uczącego rysunku, znanego mu z legionów, Jana Rembowskiego (ucznia Wojciecha Gersona). Sytuacja na froncie nie pozwala Juszczykowi na dokończenie studiów. W 1918 r. mimo prób pozostania w Krakowie, dostał awans na chorążego i przeniesienie do 10 pułku ułanów w Mińsku Mazowieckim. Brał udział w wojnie polsko-bolszewickiej i wkrótce awansował na porucznika. Zrezygnował z robienia dalszej kariery wojskowej. Jeszcze jako wojskowy wystawiał swoje prace w warszawskiej Zachęcie zyskując pozytywne recenzje, a wkrótce też zamówienie od 11 pułku ułanów. Jego rzeźba pt. Wyzwolenie jako dar od zamawiających trafia w 1922 r. do Naczelnika Państwa Józefa Piłsudskiego. W tym samym roku Juszczyk uzyskuje zwolnienie z wojska i zamierzając poświęcić się sztuce podejmuje pracę w szkole artystyczno-rzeźbiarskiej mieszczącej się w miejscowości Klewań. Już po rocznym pobycie w tamtejszym wilgotnym wołyńskim mikroklimacie Juszczyk wymaga ratującego zdrowie pobytu w bawarskim sanatorium w Reichenhall. Po powrocie z sanatorium, początkowo zatrzymuje się w Witaszycach w Wielkopolsce. W 1925 roku zdobywa nagrodę główną w konkursie plastycznym zorganizowanym przez Polską Akademię Nauk za pracę pt. Krzyk bojowy. Dzięki tej nagrodzie stał się znany. Stosownie do otrzymanych zamówień zwykle zamieszkiwał w miejscu realizacji swoich pomników. Dość długo (1933–1938) przebywał w Zamościu. Oprócz typowych prac rzeźbiarskich wykonywał tam również prace renowacyjne w zamojskim ratuszu. Z początkiem wybuchu II wojny światowej Juszczyk został zmobilizowany i wkrótce trafił do niemieckiej niewoli. Jeszcze jesienią 1939 r. udało mu się zbiec z obozu jenieckiego i wrócić do Żegociny. 

## Twórczość

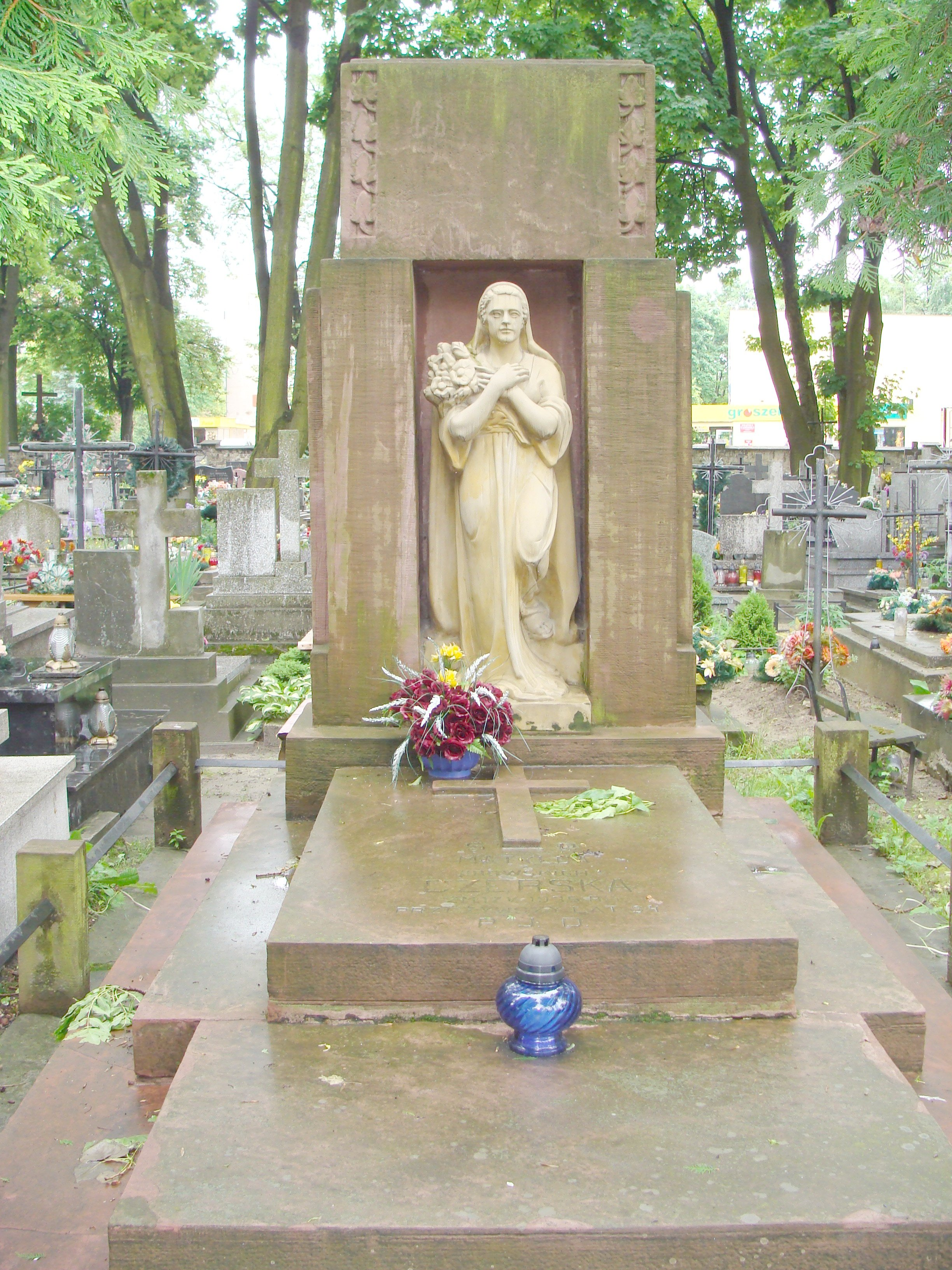
Nagrobek Matyldy Czerskiej dłuta Jakuba Juszczyka

Twórczość Juszczyka jest bardzo różnorodna, zarówno pod względem tematyki, techniki, materiału jak i skali. Artysta nie dysponował pracownią rzeźbiarską – swoje dzieła wykonywał w naturze z samozaparciem znosząc kaprysy pogody oraz niewygody prowizorki. Osobiste uczestnictwo w czynie legionowym dodawało jego rzeźbom autentyczności i preferowało go na autora i wykonawcę zamawianych powojennych pomników. Większość obiektów monumentalnych o charakterze patriotycznym została w czasie ostatniej wojny zburzona przez okupantów. Niektóre z nich udało się zrekonstruować. Mniej znane rzeźby cmentarne, które zapewne zachowały się, lecz uległy zapomnieniu. Drobne rzeźby, zwłaszcza drewniane, głównie za sprawą pomocy Jerzego Mycielskiego trafiły do różnych, bliżej nieznanych osób i nic bliższego o nich nie możemy powiedzieć. Sporo rzeźb pozostało w Żegocinie, rodzinnej miejscowości artysty. Są to nagrobki, stalle oraz figury kościelne. Dzieła o których wiemy, uległy rozproszeniu po różnych ośrodkach muzealnych.

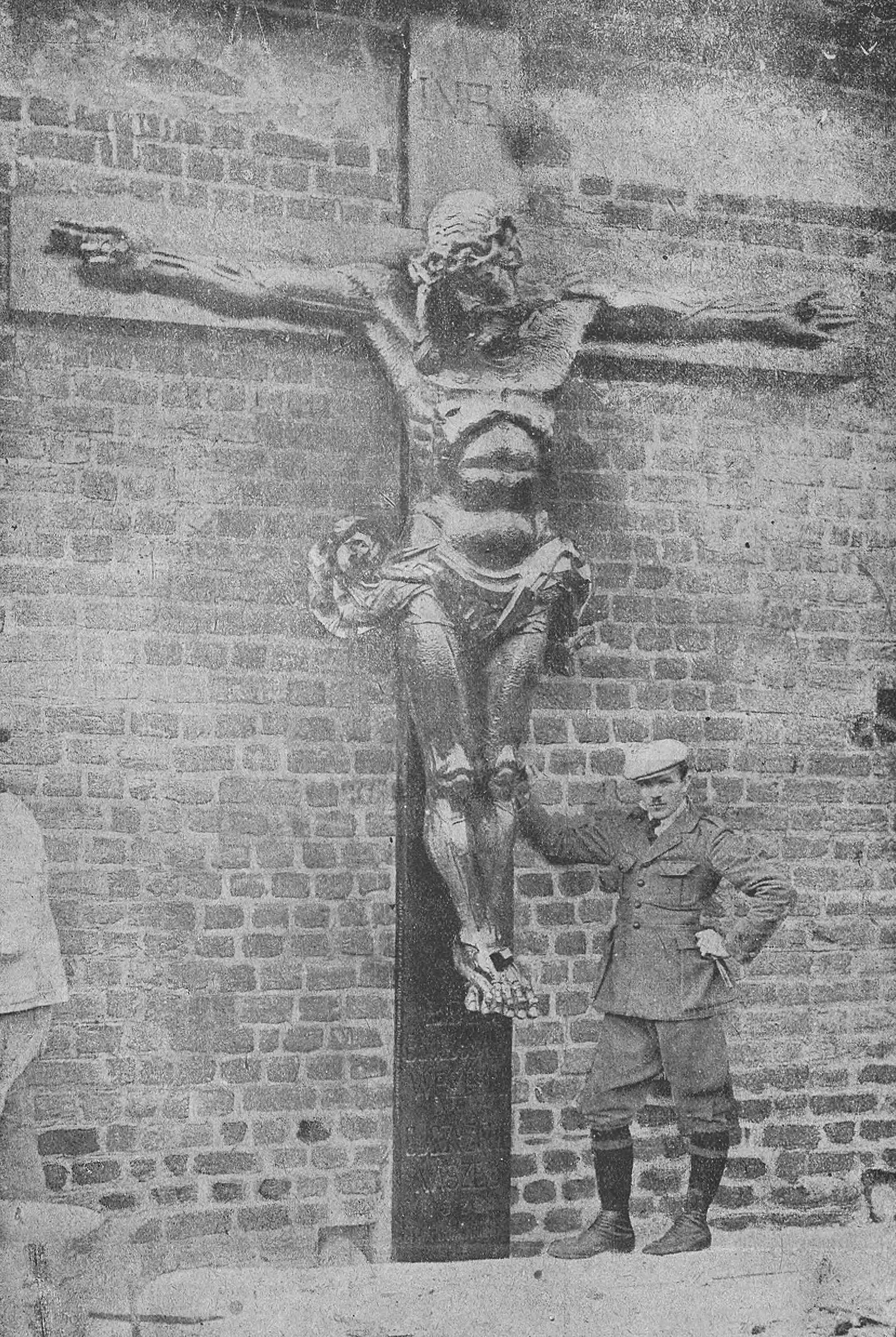
Jakub Juszczyk obok krucyfiksu we Wrześni (1924)

### Twórczość monumentalna
- Pomnik dzieci wrzesińskich z 1927 r. (zniszczony przez Niemców).
- Pomnik Leszka Białego w Marcinkowie Górnym z 1927 r., zniszczony przez Niemców, odbudowany w 1973 r.
- Pomnik Fryderyka Chopina w parku miejskim w Żninie (zniszczony przez Niemców).
- Pomnik poległych w wojnie polsko-bolszewickiej żołnierzy 42 pułku piechoty, wykonany w roku 1930 w Białymstoku, zniszczony podczas radzieckiej okupacji w 1940 r., odbudowany w 1997 r.
- Pomnik generała Józefa Dwernickiego (1932), znajdował się na terenie koszar II pułku ułanów Grochowskich w Suwałkach. Do pomnika Dwernickiego prowadziła brama ze słupami zwieńczonymi orłami. Pomnik został zniszczony podczas radzieckiej okupacji.
- Pomnik Józefa Piłsudskiego w Zamościu z 1933 r. był ustawiony na terenie koszar (obecnie zlikwidowane). Po zniszczonym przez Niemców pomniku pusty plac zajął budynek klubu garnizonowego. Wykonany z piaskowca monument składał się z właściwego pomnika i triumfalnej bramy wejściowej. Marszałek w postawie stojącej, z buławą w prawej ręce i drugą spoczywającą na rękojeści szabli u pasa, okryty zarzuconym na ramiona wojskowym płaszczem, stał na sześciometrowym cokole. W 1936 r. pomnik uzupełniono bramą, z dwoma filarami zaopatrzonymi przez Juszczyka w rzeźby w układzie antytetycznym. Szczyty filarów zajmowały dwa orły z rozpostartymi skrzydłami. Ścięte wewnętrzne naroża filarów zdobiły płaskorzeźby rycerzy. Jeden był chroniony zbroją płytową, uzbrojony w miecz i osłonięty tarczą z orłem (Polak) drugi chroniony był skórami a za uzbrojenie miał topór i tarczę ze znakiem pogoni (Litwin). Twarze rycerzy były wzorowane na podobiznach dowódcy 9 dywizji piechoty legionów generała Władysława Bortnowskiego oraz 3 pułku artylerii legionów pułkownika Wacława Szalewicza. Pomnik przypominał nieco suwalski, lecz był znacznie bardziej okazały i dopracowany w szczegółach.
- Popiersie Jana Zamoyskiego wykonane gruboziarnistego wapienia józefowskiego na zamówienie Stefana Milera i ustawione w przyszkolnym ogrodzie zoologicznym w Zamościu 13 maja 1935 r. Ukryte przed Niemcami trafiło po wojnie przed budynek sądu (Pałac Zamoyskich w Zamościu). Po wystawieniu nowego pomnika Zamoyskiemu popiersie znalazło schronienie w Muzeum Zamojskim.

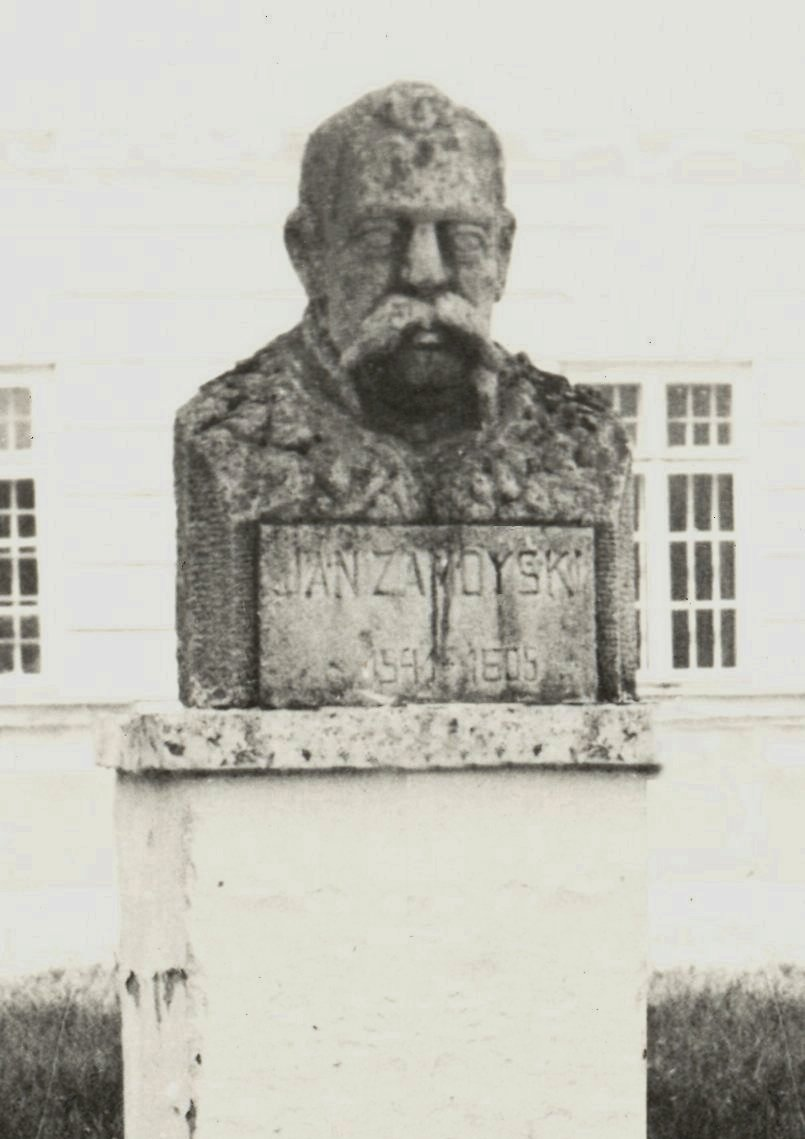
Popiersie Zamoyskiego dłuta Jakuba Juszczyka

- Przejście karpackiej brygady z Legionów na Besarabię - płaskorzeźba w drewnie dębowym o wymiarach 3x5 m (1919/20)[1].
- Drewniany Krucyfiks na zewnętrznej ścianie kościoła Wniebowzięcia Najświętszej Marii Panny we Wrześni (1923)[2].
- Portret Stanisława hr. Mycielskiego z Wrześni - płaskorzeźba w drzewie[3].
- Portret por. Józefa Grabskiego - płaskorzeźba w drzewie[4].
- Obraz Grób Maksymiliana Gierymskiego w Reichenhall namalowany podczas pobytu w Szwajcarii z Jerzym Mycielskim, podarowany krakowskiemu Muzeum Narodowemu[5].
- Popiersie Józefa Piłsudskiego wykonane na zamówienie znanego piłsudczyka Stefana Milera i ustawione przed jego domem na ul. Peowiaków 5. Na podstawie rzeźby był napis „Mocarzowi woli”. Popiersie zaginęło.
- Nagrobek Matyldy Czerskiej wyrzeźbiony z białego i różowego piaskowca w stylu secesyjno-modernistycznym. Nagrobek znajduje się na cmentarzu parafialnym przy ul. Peowiaków w Zamościu.
- Drewniana rzeźba portretowa zamojskiego komendanta policji Wiktora Bubiło, zamordowanego później w Katyniu. Rzeźbę metrowej długości przedstawiającą komendanta w galowym mundurze wykonano w 1938 r., obecnie w Muzeum Zamojskim.
- Położony na cmentarzu w Lubaczowie pomnik Powstańcom i wojakom mający formę kapliczki – postumentu na prochy złożone w urnie. Urnę spowitą cierniami przykrywało wieko z orłem. Obok kaplicy centralnie umieszczona była rzeźba młodej dziewczyny z wieńcem, natomiast po bokach kolejne dwa orły. Na kaplicy widniała sentencja „Przechodniu ucz się od nas jak kochać ojczyznę”.
- Pomnik Giacomo Pucciniego w Marcinkowie Dolnym k. Żnina.

### Dzieła mniejszych rozmiarów
Rzeźby Jakuba Juszczyka można znaleźć w wielu miejscach, zwykle w małych ilościach niepozwalających na stworzenie wyłącznie mu poświęconej ekspozycji. Najliczniej spotkać je można w:
- Muzeum Rzeźby im. Alfonsa Karnego – Oddział Muzeum Podlaskiego w Białymstoku,
- Muzeum Zamojskim w Zamościu,
- Kościele w Żegocinie,
- Muzeum Narodowym w Krakowie na Wawelu,
- Muzeum narodowym w Warszawie,
- Muzeum Okręgowym w Rzeszowie.

## Ordery i odznaczenia
- Krzyż Niepodległości (16 marca 1933)[6]
- Złoty Krzyż Zasługi (28 czerwca 1939)[7]